# Reprezentacja Islandii w piłce wodnej kobiet
Reprezentacja Islandii w piłce wodnej kobiet – zespół, biorący udział w imieniu Islandii w meczach i sportowych imprezach międzynarodowych w piłce wodnej, powoływany przez selekcjonera, w którym mogą występować wyłącznie zawodnicy posiadający obywatelstwo islandzkie. Za jej funkcjonowanie odpowiedzialny jest Islandzki Związek Pływacki (SSI), który jest członkiem Międzynarodowej Federacji Pływackiej.